# Битовнит
Битовни́т (англ. bytownite) — (Ca,Na)[Al(Al,Si)Si2O8], практически чистый известковый плагиоклаз с незначительной примесью альбитовой частицы; кремнекислоты содержит 49 % — 45 %; растворяется в кислотах; по составу и своим свойствам очень близок к лабрадору. В качестве составной части встречается в габбро, андезитах и др.
Член изоморфного ряда NaAlSi3O8 (альбит) — CaAl2Si2O8 (анортит), содержит 70—90 % анортитовой молекулы.
Своё название получил по месту находки в 1835 году — канадскому посёлку Байтаун (ныне Оттава). Имеет, как правило, вид беловатых агрегатов и палево-жёлтых зернистых масс, однако может формировать и полупрозрачные и прозрачные жёлтоватые кристаллы с золотистым оттенком. Лучшие образцы этих кристаллов подвергаются огранке. В виде чётких кристаллов, пригодных для огранки, битовнит попадается исключительно редко.